# AirPods Pro

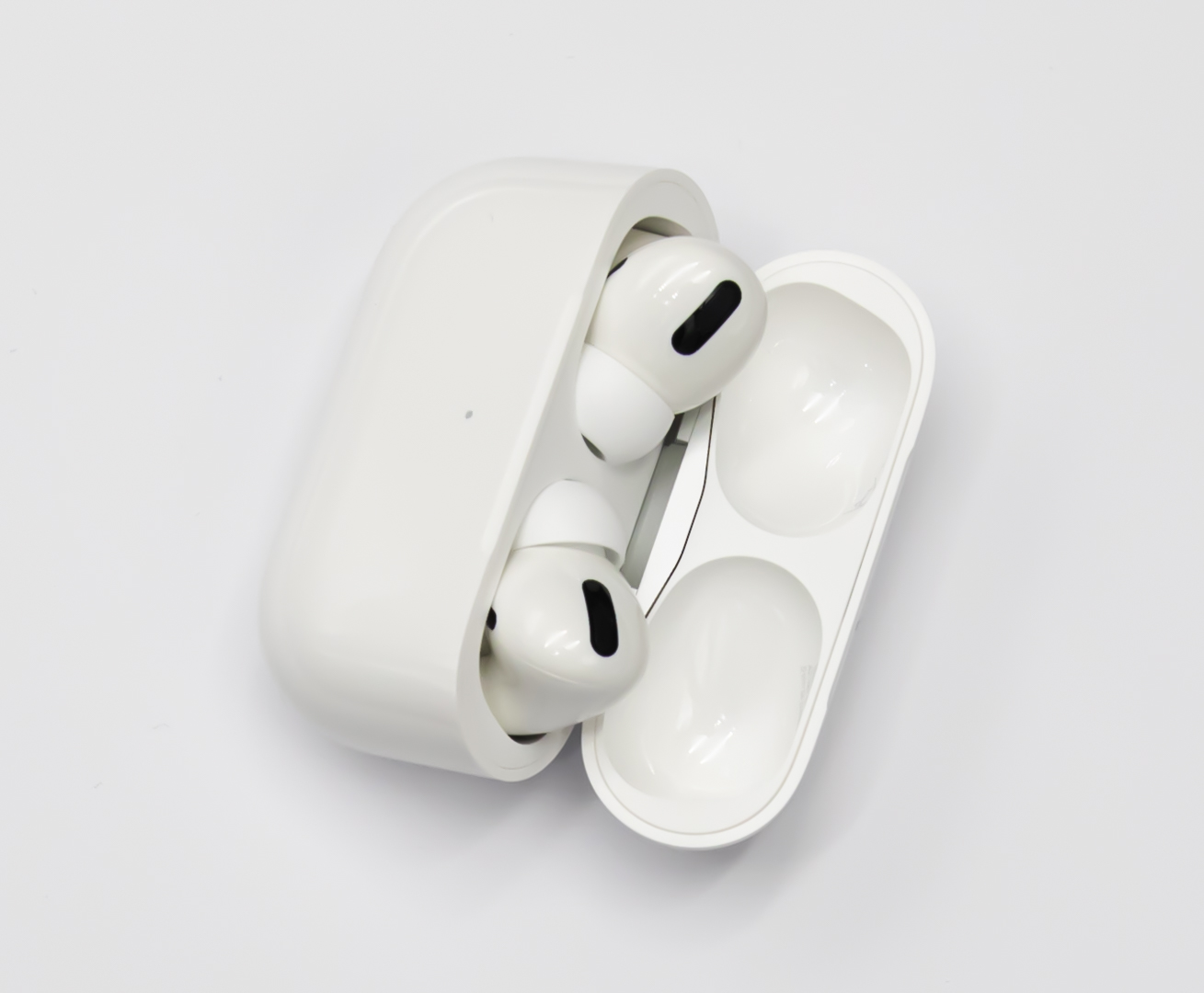
AirPods Pro у зарядному фулярі

AirPods Pro — бездротові Bluetooth-навушники, розроблені Apple та випущені 30 жовтня 2019 року. Це бездротові навушники середнього класу від Apple, які продаються разом із AirPods базового рівня та AirPods Max преміум класу.
AirPods Pro використовує процесор H1, який міститься у AirPods другого покоління, але додає активне шумопоглинання, режим прозорості, автоматичне налаштування частотного профілю, водостійкість IPX4, зарядний чохол з бездротовою зарядкою та змінні силіконові насадки.

## Огляд
Apple анонсувала AirPods Pro 28 жовтня 2019 року та випустила їх через два дні 30 жовтня 2019 року. Вони включають функції стандартних AirPods, такі як мікрофон, що відфільтровує фоновий шум, акселерометри та оптичні датчики, які можуть виявляти натискання на ніжці та розміщення у вусі, а також автоматичну паузу, коли їх виймають з вух. Управління за допомогою постукування замінюється натисканням на датчика сили на ніжках. Вони мають ступінь водостійкості IPX4.
У AirPods Pro використовується чіп H1, який також зустрічається у AirPods другого покоління та підтримує функцію голосову команду «Привіт Siri». Вони мають активне шумозаглушення, яке здійснюється за допомогою мікрофонів, що виявляють зовнішній звук, і динаміків, що виробляють точно протилежні «антишуми». Активне шумозаглушення можна вимкнути або перемкнути на «режим прозорості», який допомагає користувачам чути довкілля. Режими шумозаглушення також можна переключити в iOS або затисканням «датчика сили» на AirPods.
Мікросхема H1 вбудована в унікальну систему в пакеті (SiP), що включає кілька інших компонентів, таких як аудіопроцесор та акселерометри.

Ілюстрації системи в пакеті H1
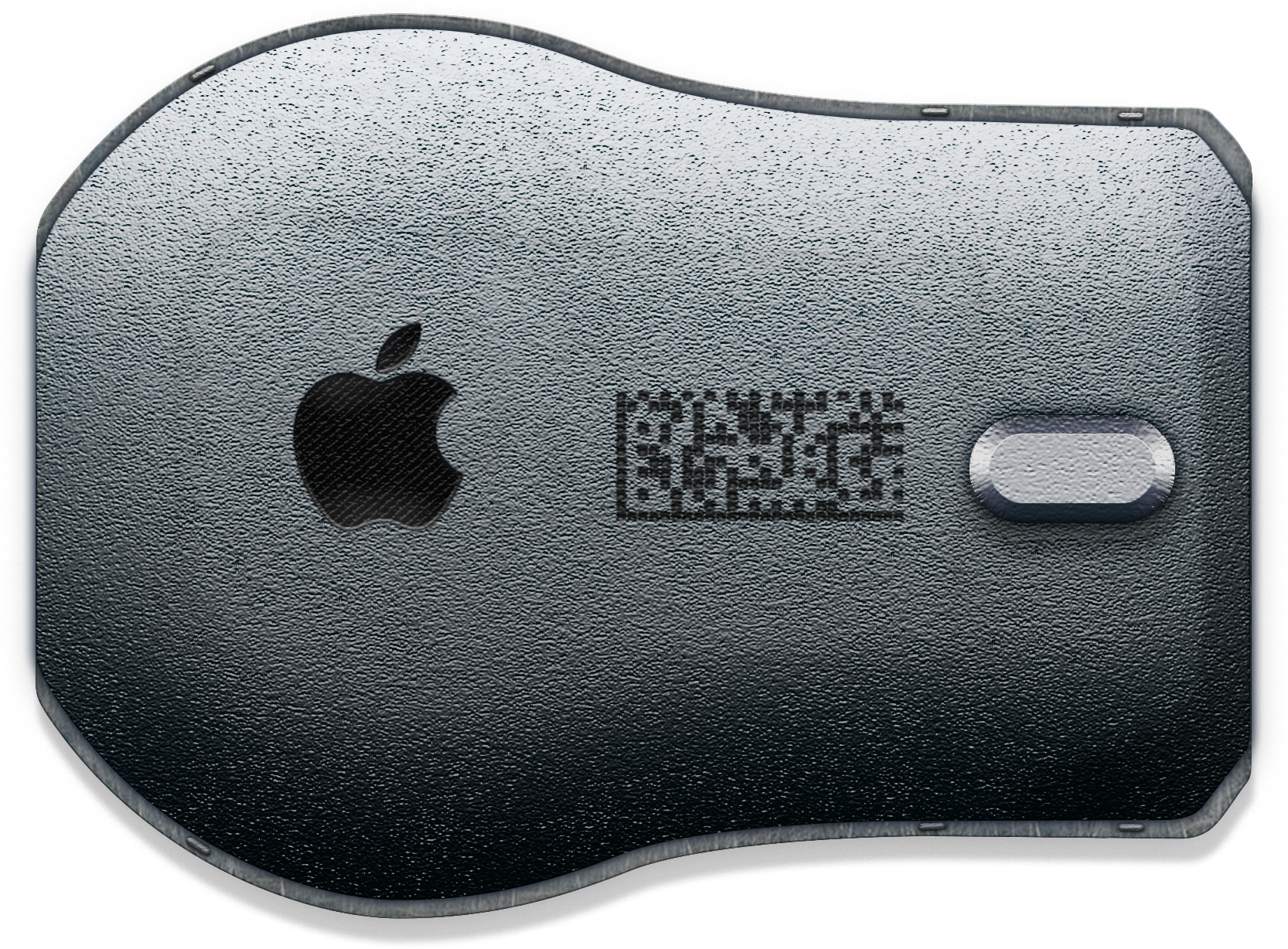
Верхня частина системи в пакеті, де показано частину, що містить аудіопроцесори.
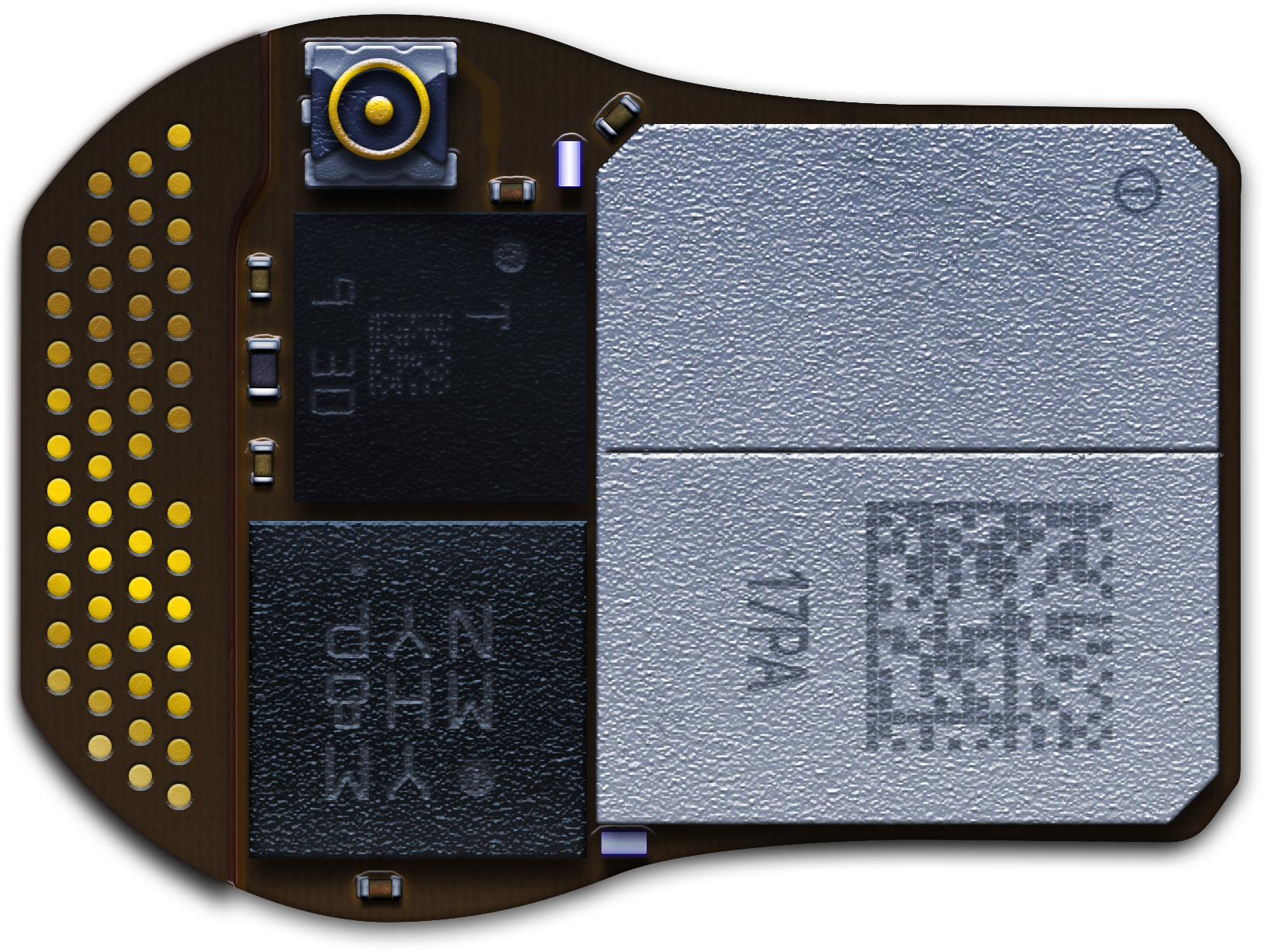
Нижня частина системи в пакеті, де показано корпус H1, два акселерометри, роз’єм антени Bluetooth та велику накладку, що кріпить гнучкий кабель[en] до всіх інших компонентів навушників.

Час роботи акумулятора на рівні другого покоління AirPods — п'ять годин, але шумозаглушення або режим прозорості зменшують його до 4,5 годин завдяки додатковій обробці. Зарядний футляр дає ті самі 24 години загального часу прослуховування, що і стандартний футляр AirPods. Вони також мають сумісність із бездротовою зарядкою стандарту Qi. Як і AirPods, AirPods Pro отримали критику за час автономної роботи.
AirPods Pro продаються із силіконовими насадками трьох розмірів. У iOS існує програмний тест, який називається Ear Tip Fit Fit Test, який «[перевіряє] придатність ваших вушних насадок AirPods, щоб визначити, який розмір забезпечує найкращу герметичність та акустичні характеристики», щоб забезпечити правильну посадку, а також функцію під назвою «Адаптивний еквалайзер», який автоматично регулює частотний контур та, як стверджується, краще «відповідає» формі вуха користувача. Починаючи з початку 2020 року, Apple почала продавати на своєму вебсайті замінні насадки для AirPods Pro.
У iOS 14 та iPadOS 14 Apple додала просторовий аудіорежим, призначений для імітації об'ємного звуку 5.1. Підтримувані програми включають Apple TV, Disney+ та HBO Max Для просторового аудіо потрібен iPhone або iPad з процесором Apple A10 або новішим.
iOS 14 також додала можливість застосовувати пристосування для навушників до режиму прозорості, дозволяючи AirPods Pro діяти як елементарний слуховий апарат.

## Проблеми з прошивкою
Користувачі скаржились, що версія мікропрограми 2C54 (випущена в грудні 2019 року) знизила ефективність функції активного шумопоглинання.
Після випуску 2C54 користувачі припустили, що прошивка запуску із сильним шумозаглушенням (яка отримала багато відгуків ЗМІ) могла погіршити термін служби продукту, і Apple довелося послабити функцію шумопоглинання, щоб зберегти тривалість життя апаратного забезпечення.

## Сумісність
Підтримка AirPods Pro додана в iOS 13.2, watchOS 6.1, tvOS 13.2 та macOS Catalina 10.15.1. Вони сумісні з будь-яким пристроєм, що підтримує Bluetooth, включаючи пристрої Windows та Android, хоча певні функції, такі як автоматичне перемикання між пристроями, доступні лише на пристроях Apple, що використовують службу iCloud.

## Оновлення
16 вересня 2023 року, компанія Apple почала розповсюджувати оновлення програмного забезпечення для AirPods Pro 2-го покоління. Згідно з джерелом, AirPods Pro 2 почали отримувати оновлення 6A301 по всьому світу, яке приносить обіцяні раніше Apple функції під назвою «Адаптивне відтворення звуку», а саме:
- Адаптивний режим прослуховування. Він поєднує шумопридушення і прозорість — навушники автоматично аналізують шуми навколо і заглушають зайві звуки, посилюючи при цьому критично важливі. Перемикач з’явився поруч із двома іншими під шкалою гучності iOS;
- Індивідуальна гучність. Навушники підлаштовують гучність контенту з урахуванням шумів, що оточують. Наприклад, якщо поруч іде поїзд, музика заграє голосніше. Опція увімкнена за замовчуванням;
- Розпізнавання розмови. AirPods Pro 2 будуть розуміти, коли хтось звертається до їхнього власника, після чого зменшують гучність контенту, заглушають зайві шуми та підсилюють голос співрозмовника. Опція включається в розділі налаштувань навушників iOS;
- Вимкнення мікрофона. Це нова функція, яка дозволяє відключати та вмикати мікрофони в AirPods Pro 2 утриманням ніжки навушника. Окрім наведених нововведень, в оновленні 6A301 є декілька дрібних виправлень. Наприклад, автоперемикання всіх актуальних моделей AirPods стало швидшим, а при включеній темній темі в iPhone вікно підключення AirPods теж буде темним. Проте, необхідно врахувати, що для більшості перерахованих фіч, iPhone повинен працювати на iOS 17. Якщо айфон не зможе оновитися до iOS 17 через несумісність з нею, застосувати нові функції не вийде[18].